# Jansdambrug
De Jansdambrug is een openbare brug in het centrum van de Nederlandse stad Utrecht. De brug overspant de Drift die eronder overgaat in de Kromme Nieuwegracht. 
Ze is uitgevoerd als een boogbrug met een enkelvoudige overspanning waarbij het water eronder een vrijwel haakse bocht maakt. Als bouwmateriaal is baksteen en natuursteen toegepast. Op de brug staan ijzeren balustrades. In de landhoofden bevinden zich een of meer brugkelders. Aangrenzend liggen werfkelders zonder werf. 
In een sluitsteen van de brug staat het jaartal 1920 maar al op stadsplattegronden uit het derde kwart van de 16e eeuw staat hier een brugverbinding aangegeven. De grachtaanleg dateert uit het eind van de 14e eeuw. Rond die tijd werd het gebied direct ten westen en ten zuiden van de brug gevormd door de immuniteiten van Sint-Jan, Sint-Pieter en die van de Dom. Na de Reformatie (circa 1580) zijn de immuniteiten opgeheven. 
Vanuit het westen loopt de Jansdam aan op de brug. Deze straatnaam houdt verband met grootschalige ingrepen in de Utrechtse waterhuishouding nog voor de grachtaanleg. Hierin werd onder meer op deze locatie bij de Janskerk een dam in de Rijn gebouwd (zie ook het artikel Oudelle). De Jansdam is tussen 1570 en 1670 een openbare straat geworden. Ook is omstreeks 1664 de Keistraat als nieuwe, openbare straat aangelegd vanaf de brug naar het zuiden.
In 1967 is de Jansdambrug aangewezen als rijksmonument.